# Municipio de Smoky
El municipio de Smoky (en inglés: Smoky Township) es un municipio ubicado en el condado de Sherman en el estado estadounidense de Kansas. En el año 2010 tenía una población de 77 habitantes y una densidad poblacional de 0,28 personas por km².

## Geografía
El municipio de Smoky se encuentra ubicado en las coordenadas 39°10′36″N 101°44′35″O / 39.17667, -101.74306. Según la Oficina del Censo de los Estados Unidos, el municipio tiene una superficie total de 279.97 km², de la cual 279,64 km² corresponden a tierra firme y (0,12 %) 0,32 km² es agua.

## Demografía
Según el censo de 2010, había 77 personas residiendo en el municipio de Smoky. La densidad de población era de 0,28 hab./km². De los 77 habitantes, el municipio de Smoky estaba compuesto por el 97,4 % blancos y el 2,6 % eran de una mezcla de razas. Del total de la población el 1,3 % eran hispanos o latinos de cualquier raza.